# SGR 1627-41
SGR 1627-41 est un sursauteur gamma mou situé dans la constellation de la Règle. Il s'agit d'un des trois sursauteurs gamma mous identifiés avec certitude à ce jour (2007) au sein de notre Galaxie, avec SGR 1806-20 et SGR 1900+14. Il a été découvert en 1998.

## Caractéristiques physiques
SGR 1627-41 était jusque fin 2008, le seul sursauteur gamma mou dont la période de rotation n'était pas déterminée. Seule une annonce de détection, non confirmée par la suite, avait été faite en 1999 lors de sa découverte, indiquant une possible période de rotation de 6,41 secondes. Ce sursauteur avait été découvert lors d'une période d'activité suivie d'une période de quiescence de neuf ans. Il est retourné à un stade actif en 2008, ce qui a permis d'entamer une recherche de sa période de rotation, recherche réalisée à l'aide du télescope spatial XMM-Newton. Celui-ci permit de mettre en évidence un signal périodique de 2,594578(6) secondes, faisant de cet objet le magnétar le plus rapide après 1E 1547.0–5408. Les observations de XMM-Newton ont également permis de mettre en évidence une zone d'émission X environnant le pulsar, coïncidant avec le rémanent de supernova SNR G337.0–0.1, qui est désormais très fortement pressenti pour être le rémanent de la supernova qui lui a donné naissance.